# Culicoides thurmanae
Culicoides thurmanae är en tvåvingeart som beskrevs av Wirth och Hubert 1989. Culicoides thurmanae ingår i släktet Culicoides och familjen svidknott.
Artens utbredningsområde är Thailand. Inga underarter finns listade i Catalogue of Life.